# Comuna Maleatîn, Hoșcea
Maleatîn (în ucraineană Малятин) este o comună în raionul Hoșcea, regiunea Rivne, Ucraina, formată din satele Maleatîn (reședința), Matiivka, Mîciv, Moșcionî și Pustomîtî.

## Demografie
Componența lingvistică a comunei Maleatîn
     Ucraineană (99,57%)
     Alte limbi (0,43%)
Conform recensământului din 2001, majoritatea populației comunei Maleatîn era vorbitoare de ucraineană (99,57%), existând în minoritate și vorbitori de alte limbi.